# Itzhak Bentov
Itzhak "Ben" Bentov (también Ben-Tov; en hebreo: יצחק בנטוב‎; Humenné, 9 de agosto de 1923 - Des Plaines, 25 de mayo de 1979) fue un científico, inventor, místico y autor israelí-estadounidense nacido en Checoslovaquia (actual Eslovaquia). Sus numerosos inventos, incluido el catéter cardíaco orientable, ayudaron a ser pionero en la industria de la ingeniería biomédica. También fue uno de los primeros defensores de lo que se conoce como estudios de conciencia y autor de varios libros sobre el tema.
Falleció en el accidente del vuelo 191 de American Airlines poco después del despegue del aeropuerto O'Hare de Chicago en 1979, que sigue siendo el peor desastre de aviación no relacionado con el terrorismo que ha tenido lugar en suelo estadounidense.

## Primeros años
Bentov nació en Humenné, Checoslovaquia, en 1923. Durante la Segunda Guerra Mundial, sus padres fueron asesinados en campos de concentración nazis.
Escapó antes de ser enviado a los campos y se mudó a la Palestina británica, viviendo primero en el kibutz de Shoval en el desierto de Néguev.
A pesar de no tener un título universitario, Bentov se unió al Cuerpo de Ciencias de Israel, que David Ben-Gurion incorporó a las Fuerzas de Defensa de Israel un mes antes de que Israel declarara su estado en 1948. El Cuerpo Científico se convirtió en una rama militar conocida por el acrónimo hebreo HEMED. Bentov diseñó el primer cohete de Israel para la Guerra de la Independencia. HEMED se vio obligado a fabricar armas improvisadas ya que había un embargo mundial sobre la venta de armas al estado judío.
Emigró a Estados Unidos en 1954, y se instaló en Massachusetts. Se convirtió en ciudadano estadounidense naturalizado en 1962.

## Inventos
Bentov comenzó con un taller en el sótano de una iglesia católica en Belmont, Massachusetts en la década de 1960. En 1967, construyó el catéter cardíaco dirigible y atrajo la atención del empresario John Abele, con quien Bentov fundó la corporación Medi-Tech en 1969.
Abele luego recordó el taller de Bentov,

Tenía la colección de herramientas más increíble. Tenía un laboratorio de química, tenía un laboratorio de electrónica, tenía un molinero para poder fresar y moldear acero, madera o plástico, tenía una extrusora para poder trabajar con polímeros. Literalmente hacía sus propios polímeros o al menos mezclaba diferentes polímeros para obtener lo que quería. Como resultado, era una especie de persona renacentista, tanto tecnológica como intelectualmente.
John Abele

En 1979, Abele y Peter Nicholas buscaron hacer crecer el exitoso negocio y establecieron Boston Scientific como una sociedad de cartera para comprar Medi-Tech.
Bentov era titular de numerosas patentes. Además del catéter cardíaco orientable, sus inventos incluyeron espaguetis dietéticos, zapatas de freno para automóviles, electrodos de EKG y cables de marcapasos.

## Espiritualidad
Bentov estaba fascinado por la conciencia, en particular por su relación con la fisiología. En su libro de 1977, Stalking the Wild Pendulum: On the Mechanics of Consciousness, escribió que "la conciencia lo impregna todo".

Era una persona muy inventiva, pero también una persona que no era del tipo que normalmente pensarías que sería un inventor. Era una persona muy espiritual, hacía meditación, era una persona de voz muy suave. Estaba interesado en cómo funcionaba el cerebro y, de hecho, colocó electrodos en su cabeza que estaban conectados a un generador de funciones en el que podía cambiar la forma de onda y la potencia y aprendió cómo el cerebro interpreta estas diferentes frecuencias.
John Abele

El invento de Bentov fue un dispositivo sismográfico para registrar los latidos del corazón, en particular las reverberaciones de la aorta. Marc Seifer describió los resultados: "Durante la respiración normal, las reverberaciones en la aorta están desfasadas con los latidos del corazón y el sistema no está en armonía. Sin embargo, durante la meditación y cuando se contiene la respiración, el eco de la bifurcación de la aorta (donde la aorta se bifurca en la pelvis para entrar en cada pierna) está en resonancia con el latido del corazón y el sistema se sincroniza, utilizando así una cantidad mínima de energía. Este latido resonante es de aproximadamente siete ciclos por minuto, lo que corresponde no solo al ritmo alfa del cerebro sino también a las pulsaciones magnéticas de bajo nivel de la Tierra".

## Vida personal
Bentov tuvo una hija, Sharona Ben-Tov Muir, con su primera esposa, de quien se divorciaría. Posteriormente contrajo matrimonio con la escultora y poetisa de origen ucraniano Mirtala Serhiivna Pylypenko-Kardinalovska (Járkov, 1929), también conocida como Mirtala Bentov.

### Fallecimiento y legado
Falleció el 25 de mayo de 1979, como pasajero a bordo del vuelo 191 de American Airlines que se estrelló poco después del despegue del Aeropuerto Internacional O'Hare en Chicago. Tenía 55 años. Su hija, la profesora de inglés Sharona Ben-Tov Muir, escribió una memoria sobre su padre, The Book of Telling: Tracing the Secrets of My Father's Lives en 2005. No fue hasta después de su muerte que se enteró de su vida en las Fuerzas de Defensa de Israel y que había creado el primer cohete de Israel. En busca de respuestas sobre por qué nunca discutió esta parte de su vida, Muir viajó a Israel e investigó sus años allí.

## Obras seleccionadas
- Stalking the Wild Pendulum: On the Mechanics of Consciousness, EP Dutton, 1977, ISBN 978-0-525-47458-6; Tradiciones internas - Bear and Company, 1988, ISBN 0-89281-202-8
- A Brief Tour of Higher Consciousness: A Cosmic Book on the Mechanics of Creation, Inner Traditions - Bear and Company, 2000, ISBN 0-89281-814-X
- A Cosmic Book on the Mechanics of Creation with Mirtala Bentov, Dutton Books, 1982, ISBN 0-525-47701-2
- Micromotions of the body as a factor in the development of the nervous system, un artículo central publicado en la antología Kundalini, Evolution, and Enlightenment por John White, editor, 1998, ISBN 1-55778-303-9

## Otras lecturas
- Sharona Ben-Tov Muir, El libro de la narración: Rastreando los secretos de la vida de mi padre. Bisonte, 2008. ISBN 978-0803216488